# Trilogia dos dólares

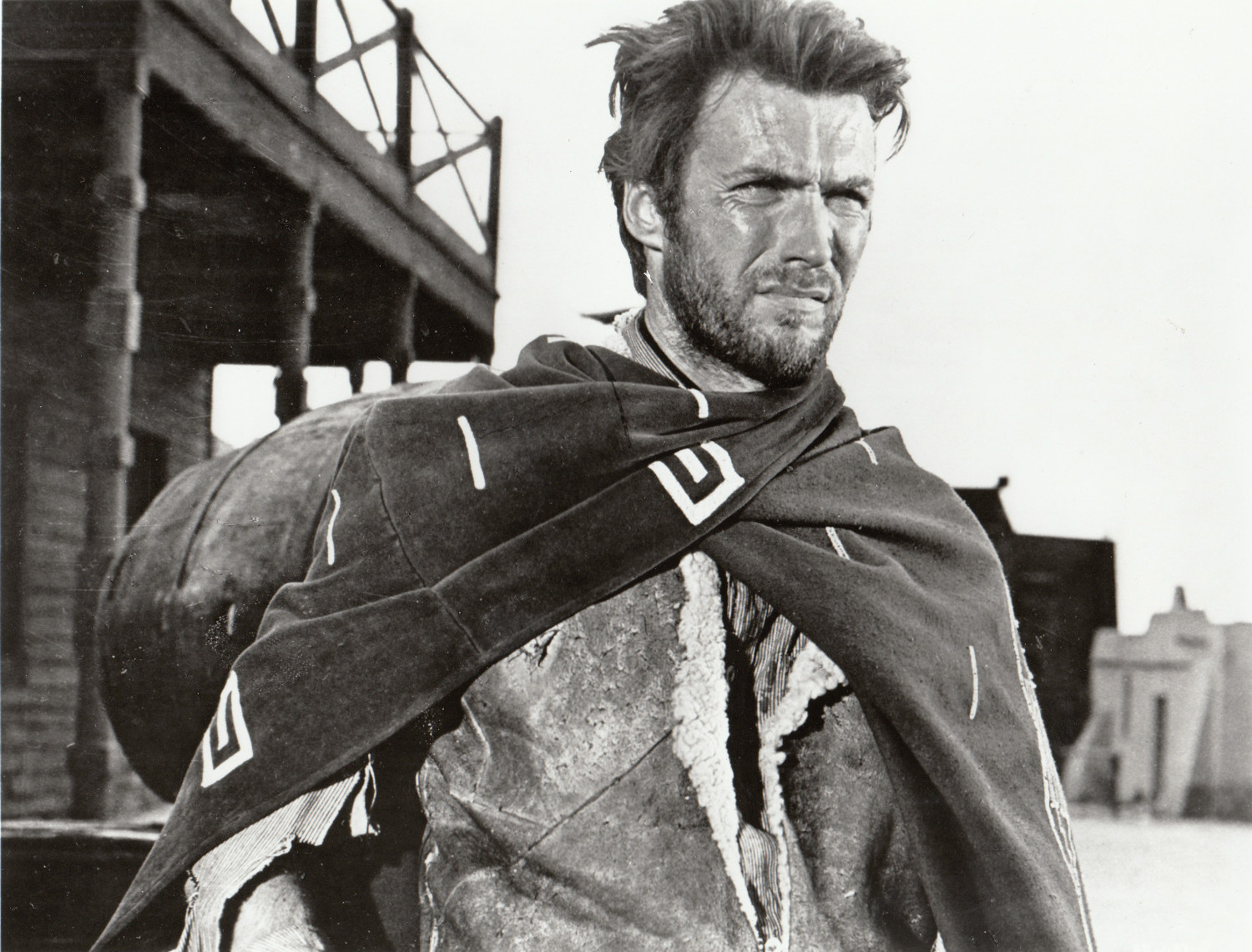
Clint Eastwood foi o astro da Trilogia dos dólares, com seu personagem do Estranho sem nome.

A Trilogia dos Dólares (em italiano:  Trilogia del dollaro), também conhecido como Trilogia do Homem Sem Nome, é uma série de filmes composta por três filmes western spaghetti dirigidos por Sergio Leone. Os filmes são intitulados Por um Punhado de Dólares (1964), Por uns Dólares a Mais (1965) e Três Homens em Conflito (1966). Eles foram distribuídos pela United Artists.
A série tornou-se conhecida por estabelecer o gênero Western Spaghetti, e inspirando a criação de mais filmes Western Spaghetti. Os três filmes são consistentemente listados entre os melhores filmes western de todos os tempos.
Embora não fosse a intenção de Leone, os três filmes passaram a ser considerados uma trilogia, seguindo as façanhas do mesmo chamado "Homem Sem Nome" (retratado por Clint Eastwood, vestindo as mesmas roupas e agindo com os mesmos maneirismos). O conceito "Homem Sem Nome" foi inventado pela distribuidora americana United Artists, procurando um forte ângulo para vender filmes como uma trilogia. O personagem de Eastwood realmente tem um nome (embora um apelido) e um diferente em cada filme: "Joe", "Manco" e "Lourinho", respectivamente.

## Desenvolvimento
Por um Punhado de Dólares é um remake não oficial do filme de Akira Kurosawa de 1961, Yojimbo, estrelado por Toshiro Mifune, que resultou em uma ação bem-sucedida da Toho.
Três Homens em Conflito é considerado uma prequela, uma vez que retrata o personagem de Eastwood adquirindo gradualmente a roupa que ele usa durante os dois primeiros filmes e porque ocorre durante a Guerra Civil Americana (1861-1865), enquanto os outros dois filmes apresentam armas de fogo comparativamente mais modernas e outros adereços. Por exemplo, o personagem de Lee Van Cleef em Por uns Dólares a Mais parece ser um veterano confederado que desceu no mundo e uma cena de cemitério em Por um Punhado de Dólares apresenta uma lápide datada de 1873.

### Elenco
Os únicos atores que aparecem nos três filmes além de Eastwood são Mario Brega, Aldo Sambrell, Benito Stefanelli e Lorenzo Robledo. Quatro outros atores aparecem duas vezes na trilogia, interpretando personagens diferentes: Lee Van Cleef, Gian Maria Volontè, Luigi Pistilli e Joseph Egger.
"Eu acho que [os filmes de Leone] mudaram o estilo, a abordagem dos westerns [em Hollywood]. ... Eles tornaram a violência eo aspecto de tiro um pouco maior do que a vida, e eles tiveram uma ótima música e novos tipos de pontuação. ... Foram histórias que não tinham sido usadas em outros westerns. Eles apenas tiveram um olhar e um estilo que era um pouco diferente na época: eu não acho que nenhum deles fosse uma história clássica - como [John Wayne's, 1956] The Searchers ou algo assim — eles eram mais fragmentados, episódicos, seguindo o personagem central através de vários pequenos episódios."— — Clint Eastwood refletindo sobre o impacto dos filmes.

### Música
O compositor Ennio Morricone forneceu a partitura musical original para os três filmes, embora em Por um Punhado de Dólares tenha sido creditado como "Dan Savio".

## Elenco Principal
| Ator               | Personagem                       | Personagem                    | Personagem                      |
| Ator               | Por um Punhado de Dólares (1964) | Por uns Dólares a Mais (1965) | Três Homens em Conflito (1966)  |
| ------------------ | -------------------------------- | ----------------------------- | ------------------------------- |
| Clint Eastwood     | Joe                              | Manco                         | Lourinho                        |
| Mario Brega        | Chico                            | Niño                          | Cabo Wallace                    |
| Aldo Sambrell      | Manolo                           | Cuchillo                      | Membro da Gang de Olhos de Anjo |
| Benito Stefanelli  | Rubio                            | Hughie (a.k.a. "Luke")        | Membro da Gang de Olhos de Anjo |
| Lorenzo Robledo    | Membro de Baxter                 | Tomaso                        | Clem                            |
| Joseph Egger       | Piripero                         | Antigo Profeta                |                                 |
| Gian Maria Volontè | Ramón Rojo                       | El Indio                      |                                 |
| Lee Van Cleef      |                                  | Coronel Douglas Mortimer      | Olhos de Anjo                   |
| Luigi Pistilli     |                                  | Groggy                        | Padre Pablo Ramirez             |
| Eli Wallach        |                                  |                               | Tuco Ramirez                    |

## Equipe Técnica
| Papel                      | Papel                      | Filme                                                                                           | Filme                                                         | Filme                                                         |
| Papel                      | Papel                      | Por um Punhado de Dólares (1964)                                                                | Por uns Dólares a Mais (1965)                                 | Três Homens em Conflito (1966)                                |
| -------------------------- | -------------------------- | ----------------------------------------------------------------------------------------------- | ------------------------------------------------------------- | ------------------------------------------------------------- |
| Diretor                    | Diretor                    | Sergio Leone                                                                                    | Sergio Leone                                                  | Sergio Leone                                                  |
| Produtor                   | Produtor                   | Arrigo Colombo Girogia Papi                                                                     | Alberto Grimaldi                                              | Alberto Grimaldi                                              |
| Escritor                   | Roteiro                    | Sergio Leone Víctor Andrés Catena Jamie Comas Gil Fernando Di Leo Duccio Tessari Tonino Valerii | Sergio Leone Luciano Vincenzoni Sergio Donati                 | Sergio Leone Luciano Vincenzoni Age & Scarpelli Sergio Donati |
| Escritor                   | História                   | Akira Kurosawa Ryuzo Kikushima (Yojimbo)                                                        | Sergio Leone Fulvio Morsella Enzo Dell'Aquila Fernando Di Leo | Sergio Leone Luciano Vincenzoni                               |
| Escritor                   | Diálogo em inglês          | Mark Lowell Clint Eastwood                                                                      | Luciano Vincenzoni                                            | Mickey Knox                                                   |
| Música                     | Compositor                 | Ennio Morricone                                                                                 | Ennio Morricone                                               | Ennio Morricone                                               |
| Música                     | Diretor                    | Ennio Morricone                                                                                 | Bruno Nicolai                                                 | Bruno Nicolai                                                 |
| Cinematografia             | Cinematografia             | Massimo Dallamano                                                                               | Massimo Dallamano                                             | Tonino Delli Colli                                            |
| Editor                     | Editor                     | Roberto Cinquini                                                                                | Eugenio Alabiso Giorgio Serrallonga                           | Eugenio Alabiso Nino Baragli                                  |
| Set e designer de figurino | Set e designer de figurino | Carlo Simi                                                                                      | Carlo Simi                                                    | Carlo Simi                                                    |

## Recepção

### Recepção Crítica
| Film                      | Rotten Tomatoes   | Metacritic      |
| ------------------------- | ----------------- | --------------- |
| Por um Punhado de Dólares | 98% (43 revisões) | —               |
| Por uns Dólares a Mais    | 94% (33 revisões) | —               |
| Três Homens em Conflito   | 97% (68 revisões) | 90 (7 revisões) |

### Bilheteria
| Filme                     | Data de lançamento     | Receita       | Orçamento             |
| ------------------------- | ---------------------- | ------------- | --------------------- |
| Por um Punhado de Dólares | 16 de outubro de 1964  | $14.5 milhões | $200,000-$225,000     |
| Por uns Dólares a Mais    | 18 de novembro de 1965 | $15 milhões   | $600,000              |
| Três Homens em Conflito   | 23 de dezembro de 1966 | $25.1 milhões | $1.2 milhões          |
| Total                     | Total                  | $54,600,000   | $2,000,000–$2,025,000 |

### Prêmios
| Prêmio                                         | Categoria                      | Destinatários e nomeados  | Resultado                 | Ref.                      |
| Por um Punhado de Dólares                      | Por um Punhado de Dólares      | Por um Punhado de Dólares | Por um Punhado de Dólares | Por um Punhado de Dólares |
| ---------------------------------------------- | ------------------------------ | ------------------------- | ------------------------- | ------------------------- |
| Italian National Syndicate of Film Journalists | Melhor Partitura               | Ennio Morricone           | Venceu                    | [ 19 ]                    |
| Italian National Syndicate of Film Journalists | Melhor Ator Coadjuvante        | Gian Maria Volontè        | Indicado                  | [ 19 ]                    |
| Três Homens em Conflito                        |                                |                           |                           |                           |
| Laurel Awards                                  | Desempenho de ação             | Clint Eastwood            | Runner-Up                 | [ 20 ]                    |
| Grammy Awards                                  | 2009 Grammy Hall of Fame Award | Ennio Morricone           | Venceu                    | [ 21 ]                    |

## Home media
O DVD de 1999, além dos lançamentos de conjuntos de caixas de Blu-ray 2010 e 2014 da MGM, fazem referência específica ao conjunto de filmes como "Trilogia do Homem Sem Nome".